# Télétourisme
 (mars 2016).
Si vous disposez d'ouvrages ou d'articles de référence ou si vous connaissez des sites web de qualité traitant du thème abordé ici, merci de compléter l'article en donnant les références utiles à sa vérifiabilité et en les liant à la section « Notes et références ».
Télétourisme est une émission de télévision diffusée en Belgique sur la Une depuis juin 1981, d'abord le samedi à 19h, puis plus tard après le Journal télévisé de 13h (RTBF).   Créée, produite et présentée  par Guy Lemaire, elle fait découvrir aux téléspectateurs le patrimoine wallon et bruxellois. Elle est encore aujourd’hui l’émission qui a été le plus longtemps présentée sans discontinuer par la même personne (34 ans et 3 mois).
Son indicatif est Blue Peter (en) de Mike Oldfield.
Elle a été arrêtée en septembre 2015, remplacée par Les Ambassadeurs .